# Merremia emarginata
Merremia emarginata är en vindeväxtart som först beskrevs av N. L. Burman, och fick sitt nu gällande namn av Hallier f. Merremia emarginata ingår i släktet Merremia och familjen vindeväxter. Inga underarter finns listade i Catalogue of Life.